# Coldrerio
Coldrerio ist eine politische Gemeinde im Kreis Mendrisio im Bezirk Mendrisio des Kantons Tessin in der Schweiz.

## Geographie
Das Dorf liegt im Südtessin nahe der schweizerisch-italienischen Grenze rund vier Kilometer (Luftlinie) von Chiasso entfernt. Bekannt ist der Ort vor allem wegen der nahe gelegenen Autobahnraststätte an der A2.
Nachbargemeinden sind im Norden Castel San Pietro und Mendrisio, im Westen Mendrisio und Novazzano, im Süden Balerna und im Osten Castel San Pietro.
Die Gemeinde ist in zahlreiche Fraktionen unterteilt: Bongio, Campagnola, Castello, Costa di Sopra, Madonna di Villa, Mercote, Mezzana, Motta, Tognano, Valletta und Villa.

## Geschichte
Eine erste Erwähnung findet das Dorf im Jahre 852 unter dem damaligen Namen Caledrano. 1170 wurde Coldrerio mit den umliegenden Dörfern bis zur Tresa anlässlich der Grenzbereinigung zwischen Como und Mailand der Grafschaft Seprio zuerkannt. 1275 bildete das Dorf eine Gemeinde; im gleichen Jahr wird ein Schloss erwähnt. Der Weiler Villa wird schon 1275 genannt.
Kirchlich wurde Coldrerio am 16. August 1593 von Balerna abgetrennt und bildet seither eine selbstständige Kirchgemeinde.

## Bevölkerung
Einwohnerzahlen: Volkszählungsdaten

## Finanz und Wirtschaft
- Comunità di lavoro Regio Insubrica im Ortsteil Mezzana[8]

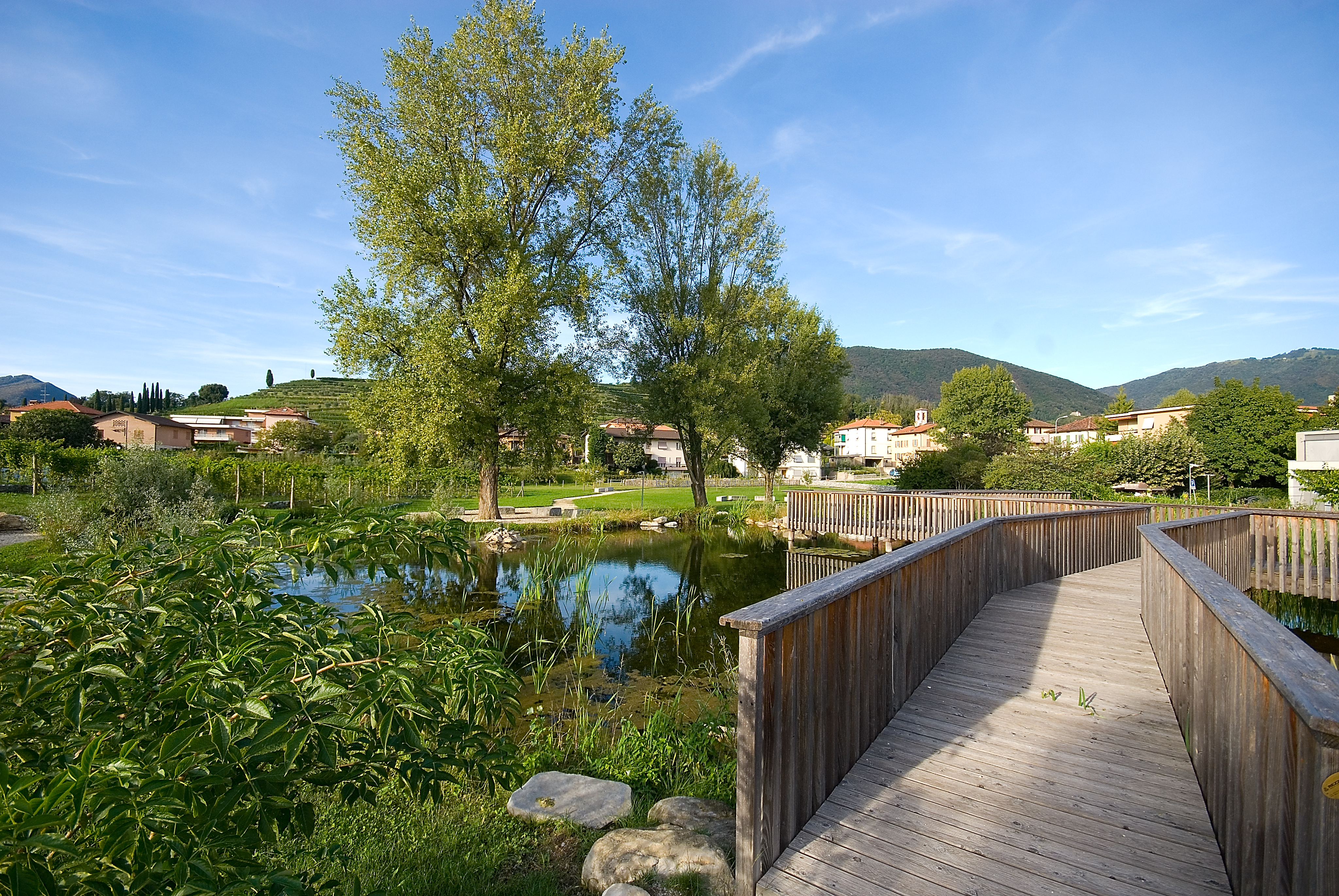
Torbiera Paü

## Sehenswürdigkeiten
Das Ortsbild der Fraktion Villa ist im Inventar der schützenswerten Ortsbilder der Schweiz (ISOS) als schützenswertes Ortsbild der Schweiz von nationaler Bedeutung eingestuft.
- Pfarrkirche San Giorgio e San Vittore (1574/1593)[10] mit Fresko Apoteosi di San Giorgio (1767) des Malers Alessandro Valdani[11]
- Kirche San Gregorio Magno oder Santa Apollonia (1667/1669), Architekt: Giacomo Beccaria, auf romanischen Grundmauern erbaut, mit Kreuzweg[10]
- Oratorium della Natività (1674)[10]
- Faktorei (zweite Mitte des 15. Jahrhunderts) im Ortsteil Costa di Sopra[10]
- Palazzo già Cigalini aus dem 18. Jahrhundert[10]
- Villa di Mezzana aus dem 17. Jahrhundert, kantonales landwirtschaftliches Institut, mit Park[12][10]

## Sport
- Associazione Sportiva Coldrerio[13]